# Blackout (bài hát của Linkin Park)
"Blackout" là một đĩa đơn quảng bá của ban nhạc rock người Mỹ Linkin Park. Đây là ca khúc thứ 9 trong album năm 2010 của họ, A Thousand Suns. Bài hát được sáng tác bởi ban nhạc và được sản xuất bởi ca sĩ Mike Shinoda và nhà sản xuất Rick Rubin.
Mặc dù thiếu các nhạc tố metal, bài hát vẫn có nhiều phần la hét (chủ yếu là các đoạn điệp khúc), trở thành một trong những bài hát mạnh mẽ nhất trong A Thousand Suns. Trong bài hát thì chủ yếu là Chester Bennington hát, với Mike Shinoda góp giọng phần cuối bài với Chester.

## Quảng bá
Vào ngày 18 tháng 8 năm 2010, Linkin Park đã đăng tải một tập "Linkin Park TV", trong đó Chester Bennington đã hát tự do bài hát này. Bản phối lại của Renholdër cũng được sử dụng trong phim Thế giới ngầm: Trỗi dậy. Một phiên bản trực tiếp của đĩa đơn quảng bá đã xuất hiện trên mặt B của đĩa đơn Burning in the Skies trong cùng album.

## Nhân sự
- Chester Bennington - ca sĩ chính, bộ gõ
- Mike Shinoda - đàn organ, ca sĩ, piano, sampler
- Brad Delson - guitar, bộ gõ, synthesizer
- Phoenix - guitar bass, đàn organ, hát bè
- Joe Hahn - bàn xoay, sampler, lập trình
- Rob Bourdon - trống, bộ gõ

## Xếp hạng
| Bảng xếp hạng (2010)                                           | Vị trí cao nhất |
| -------------------------------------------------------------- | --------------- |
| Rock & Metal Vương quốc Anh (Công ty Bảng xếp hạng Chính thức) | 28              |

## Lịch sử phát hành
| Khu vực            | Ngày                    | Định dạng             | Hãng đĩa                   |
| ------------------ | ----------------------- | --------------------- | -------------------------- |
| Trên toàn thế giới | Ngày 8 tháng 9 năm 2010 | Tải xuống kỹ thuật số | Warner Bros. Machine Shop. |